# Józef Chełmoński
Józef Chełmoński (teljes nevén: Józef Marian Chełmoński) (Boczki, 1849. november 17. – Kuklówka Zarzeczna, 1914. április 6.) lengyel festő.

## Életpályája

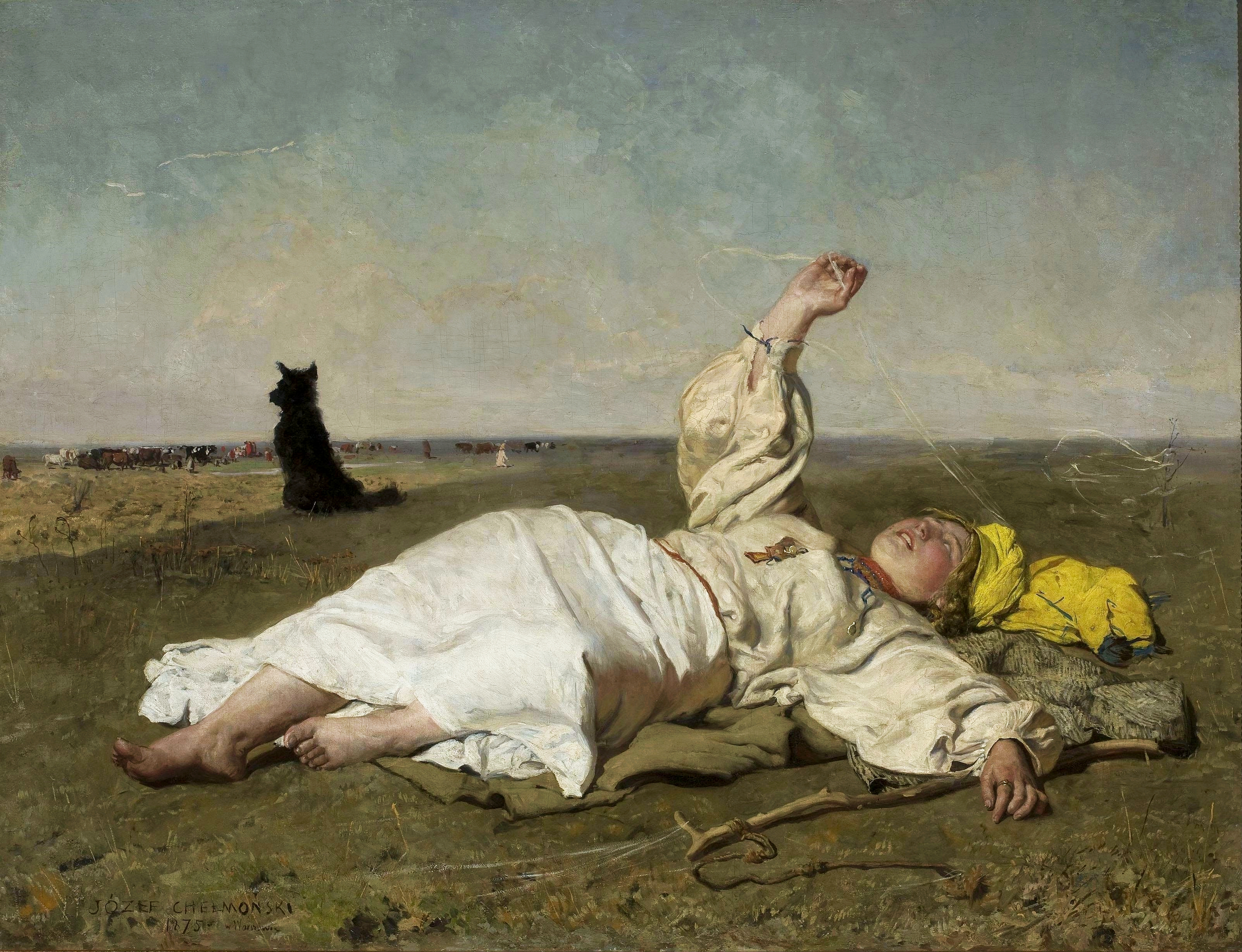
Vénasszonyok nyara, 1875

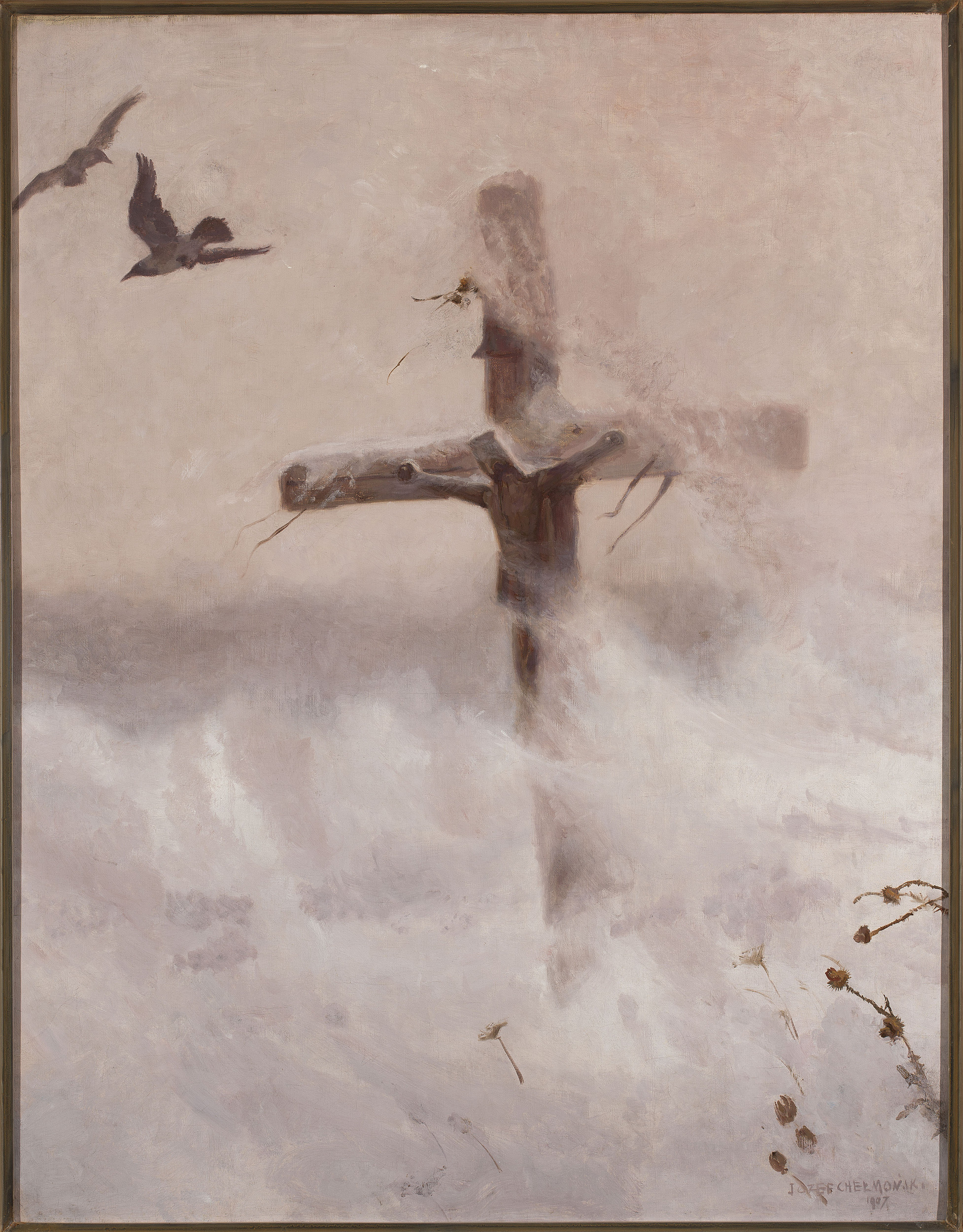
Kereszt hóviharban, 1907

1867 és 1872 között Wojciech Gersonnál, majd 1872 és 1875 között Münchenben a Kunstakademie-n tanult rajzolni. 1875-ben Párizsba költözött, ahol többek között illusztrátorként dolgozott (Le Monde illustré) . 1887-ben visszatért Lengyelországba.

## Művei
Főleg zsánerképeket alkotott, lengyel vagy ukrán falvakról.